# 唐執玉
唐執玉（？—1733年5月6日），字益功、薊門，江蘇省常州府武進縣（今江蘇省常州市）人，為清朝進士、政治人物。
康熙四十二年（1703年），唐執玉登進士，得第二甲第十六名。後官任浙江德清知縣。五十三年（1714年），任工部屯田司主事。五十四年（1715年），任戶科給事中。五十七年（1718年），升戶科掌印給事中，即戶科掌印。六十年（1721年），擢鴻臚寺卿，兼任奉天府府丞。雍正元年（1723年），升大理寺少卿。二年（1724年），入太僕寺卿，兼任宗人府府丞。四年（1726年），任禮部左侍郎。五年（1727年），充知貢舉，兼任都察院左都御史。七年（1729年），署任直隸總督。八年（1730年），升兵部尚書，後病免。十年（1732年），拜刑部尚書，以管理刑部尚書事辦理。十一年（1733年）再署直隸總督。十一年三月甲辰（1733年5月6日），卒於官。

## 延伸阅读
[在维基数据编辑]
 《清史稿·卷292》，出自趙爾巽《清史稿》

## 外部連結
- 唐執玉 （页面存档备份，存于），中研院史語所

| 官衔          | 官衔                                                            | 官衔          |
| ------------- | --------------------------------------------------------------- | ------------- |
| 前任： 沈近思 | 都察院左都御史 1728年1月31日 - 1730年8月9日                     | 繼任： 史貽直 |
| 前任： 楊鯤   | 署理直隸總督 1729年7月1日 - 1731年10月27日                      | 繼任： 劉於義 |
| 前任： 馬會伯 | 兵部漢尚書 1729年8月9日 - 1730年10月27日                        | 繼任： 史貽直 |
| 前任： 劉於義 | 刑部漢尚書（以管理刑部尚書事辦理） 1732年9月17日 - 1733年5月6日 | 繼任： 涂天相 |
| 前任： 李衞   | 署理直隸總督（二次） 1733年2月19日 - 1733年4月                  | 繼任： 孫嘉淦 |